# Riley Moore
Riley McGowan Moore (Morgantown, 1º luglio 1980) è un politico statunitense, membro della Camera dei Rappresentanti per lo stato della Virginia Occidentale dal 2025.

## Biografia

### Formazione e vita professionale
Nato a Morgantown, Riley Moore crebbe in una delle più note dinastie politiche statunitensi: suo nonno Arch A. Moore Jr. fu deputato e governatore della Virginia Occidentale, mentre sua zia Shelley Moore Capito deputata e senatrice.
Moore conseguì un diploma professionale presso il C. S. Monroe Technology Center e svolse il mestiere di saldatore; ottenne in seguito una laurea presso la George Mason University e un master's degree in studi di sicurezza strategica presso la National Defense University. Lavorò nello staff della commissione per gli affari esteri della Camera dei Rappresentanti.
Dal 2013 al 2017, Moore fu vicepresidente del Gruppo Podesta, una società di pubbliche relazioni e lobbismo fondata dai fratelli Tony e John Podesta. In questa veste, fece parte di un team di consulenti che lavorava per l'European Centre for a Modern Ukraine (ECFMU), un'organizzazione che mediava nelle relazioni tra Ucraina e Unione Europea, voluta dall'ex presidente dell'Ucraina Viktor Janukovyč. Durante le indagini che portarono all'incriminazione di Paul Manafort, Moore negò alcun coinvolgimento con il caso e non venne mai associato alla vicenda. A partire dal 2017, dopo aver lasciato il Gruppo Podesta, Riley Moore svolse la funzione di direttore di Textron.

### Carriera politica
Quando il membro della Camera dei delegati della Virginia Occidentale Stephen Skinner annunciò il proprio ritiro nel 2016, Moore si candidò per succedergli e riuscì a farsi eleggere, assumendo inoltre la carica di assistente whip della maggioranza per il Partito Repubblicano.
Nel 2018, il presidente della Camera dei delegati Roger Hanshaw affermò che, in caso di vittoria alle successive elezioni, Riley Moore sarebbe divenuto leader di maggioranza, tuttavia questi venne sconfitto nella corsa per la rielezione dall'avversario democratico John Doyle con un margine di scarto di dodici punti percentuali e lasciò così il seggio.
Nel 2020, Moore si candidò alla carica di tesoriere dello stato della Virginia Occidentale, sfidando il democratico John Perdue, in carica da ventiquattro anni; al termine della campagna elettorale, prevalse con il 56% dei voti, venendo eletto.
Nel corso del suo mandato, si oppose agli investimenti ESG e, nel 2022, indirizzò una lettera a sei istituzioni finanziarie (BlackRock, JPMorgan Chase, Wells Fargo, Morgan Stanley, U.S. Bancorp e Goldman Sachs) affermando che non avrebbero più fatto affari con lo stato della Virginia Occidentale, a causa delle loro posizioni contro l'industria dei combustibili fossili; nel 2024 additò pubblicamente altre quattro banche che a suo dire boicottavano l'industria fossile.
A novembre del 2022, Riley Moore annunciò che, due anni più tardi, si sarebbe candidato alla Camera dei Rappresentanti nelle elezioni parlamentari del 2024 per succedere ad Alex Mooney, candidatosi al Senato. Moore riuscì ad aggiudicarsi la nomination repubblicana vincendo le primarie contro altri quattro candidati e raccogliendo il 46% dei voti. Vinse poi le elezioni generali, divenendo deputato e approdando così al Congresso, occupando lo stesso seggio che era stato detenuto da sua zia.